# أولمبياد (مترو باريس)
أولمبياد (بالفرنسية: Olympiades)‏ هي محطة مترو تابعة لمترو باريس تقع في فرنسا في الدائرة الثالثة عشرة في باريس.[بحاجة لمصدر]

## معرض صور

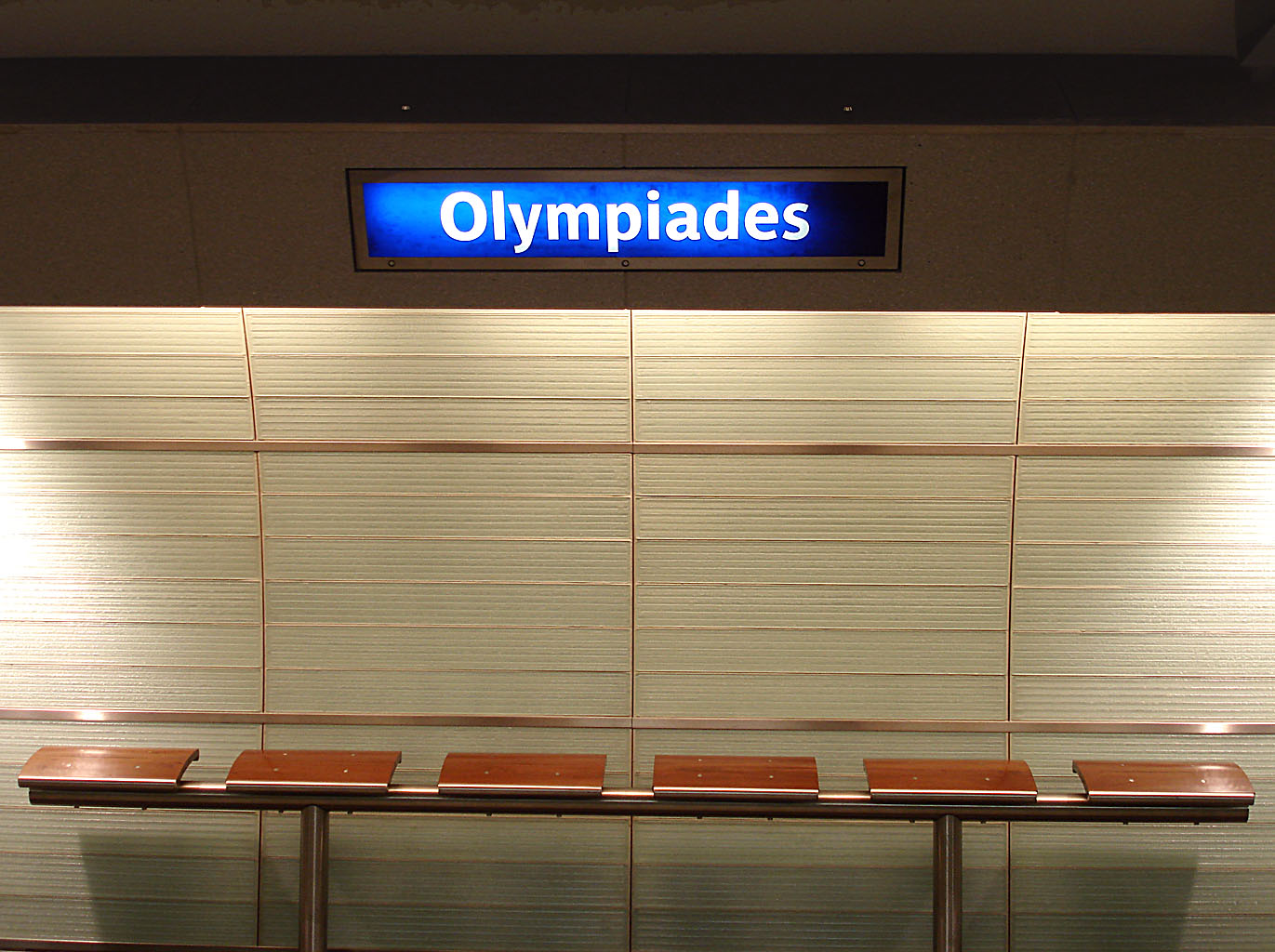
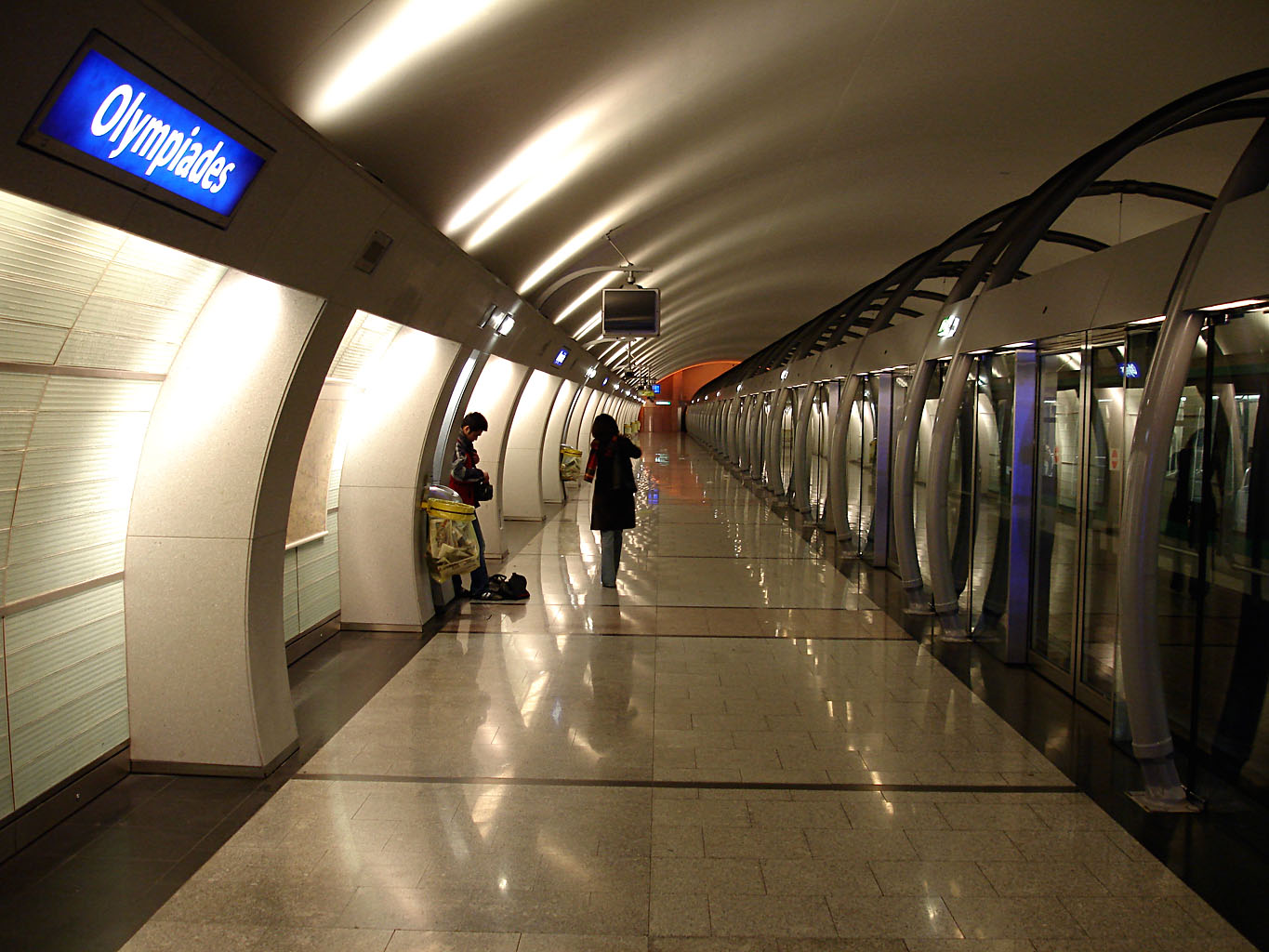
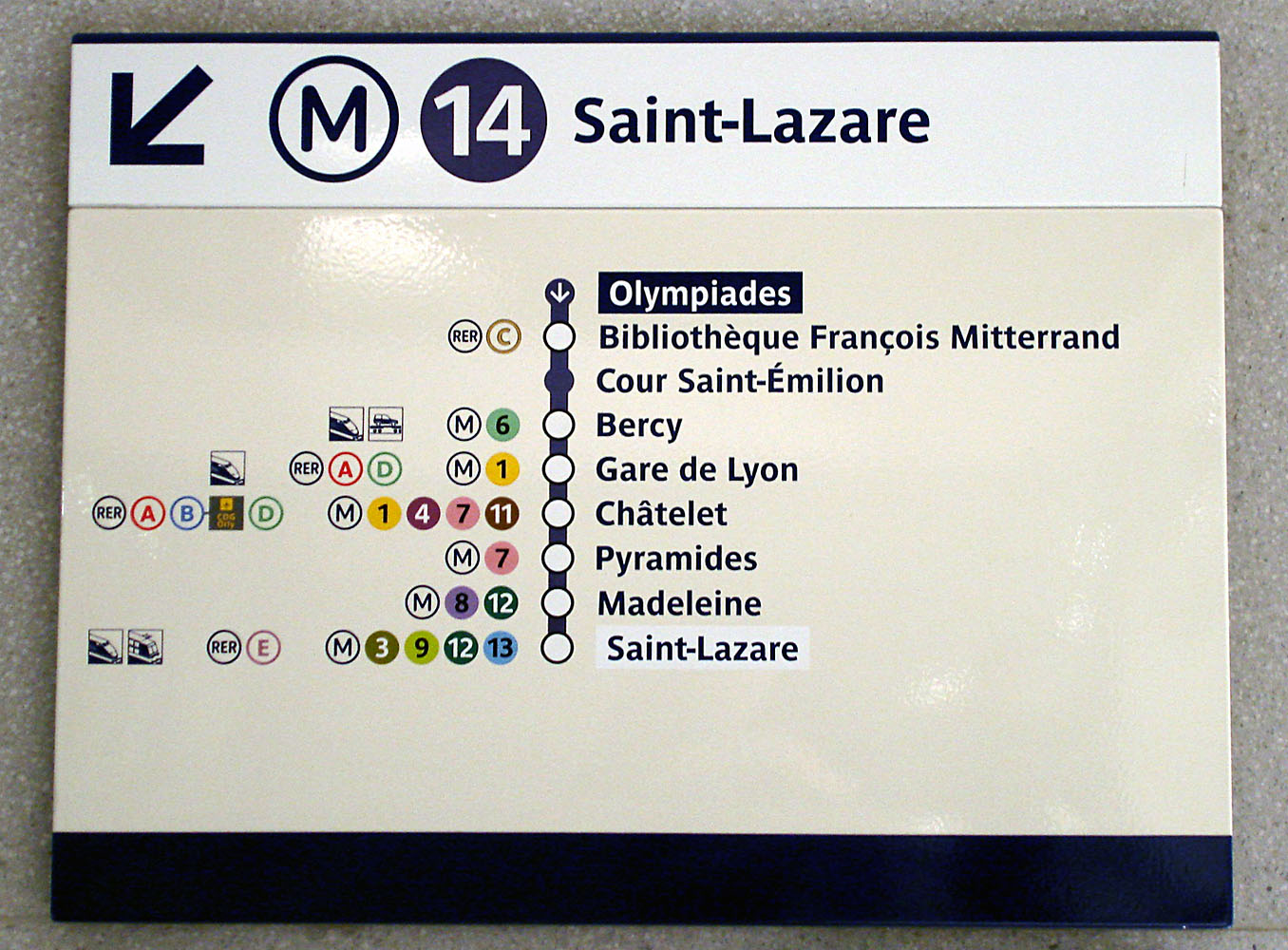
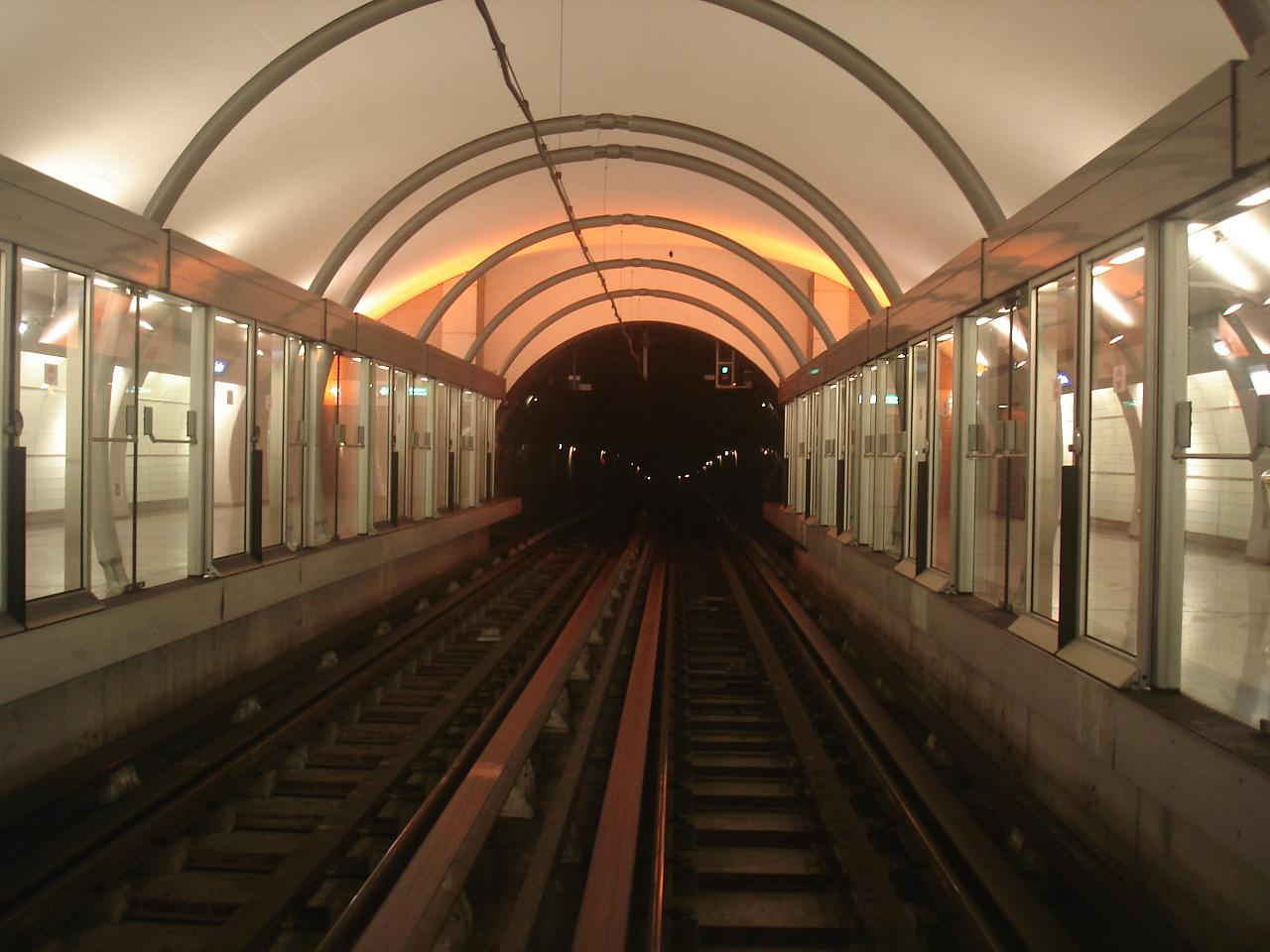
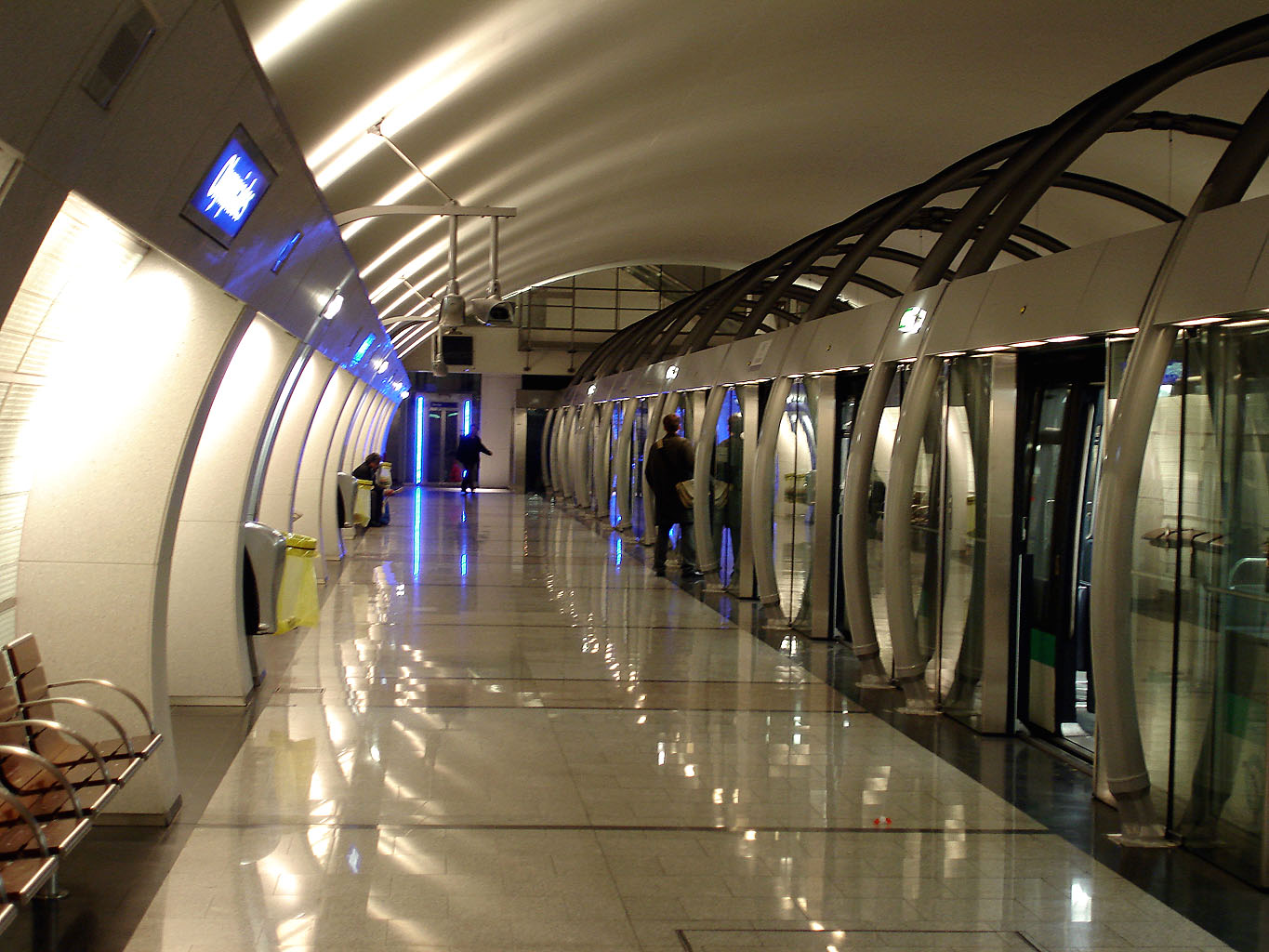
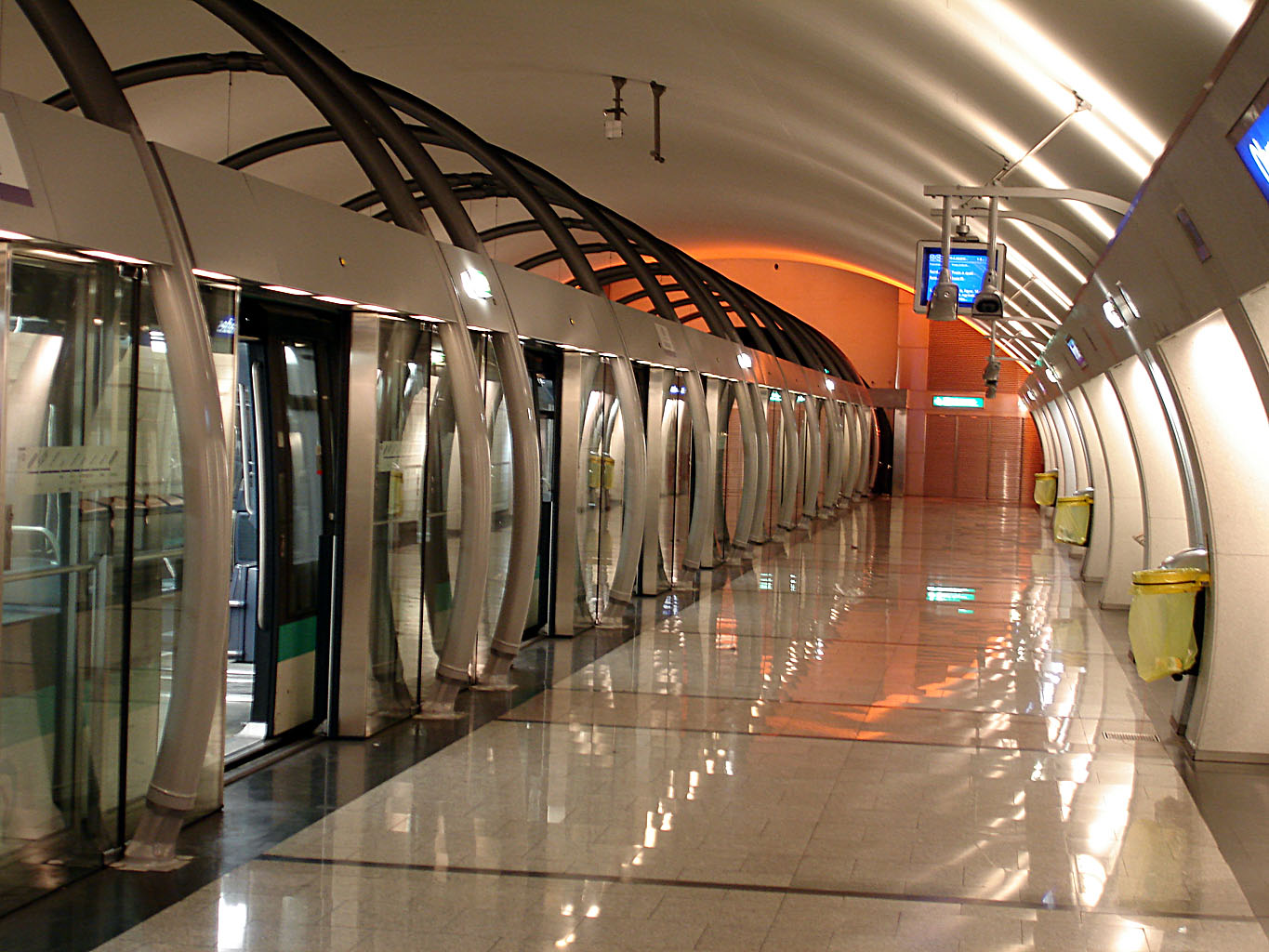